# Harry Grant
Harry Grant, ameriški dirkač, * 10. julij 1877, Cambridge, Massachusetts, ZDA, † 8. oktober 1915, Sheepshead Bay, New York, ZDA.
Grant je nastopal z dirkalnikom ALCO v prvenstvu Ameriške avtomobilistične zveze (AAA), kjer je osvojil skupno dve zmagi, najboljšo uvrstitev v prvenstvu pa je dosegel leta 1910 s petim mestom. V sezoni 1909 je zmagal na dirki Vanderbilt Cup, zmago pa je ubranil tudi na dirki naslednjega leta Vanderbilt Cup 1910. Štirikrat je nastopil na dirki Indianapolis 500, v letih 1911, 1913, 1914 in 1915. Najboljši rezultat je dosegel na dirki leta 1915, ko je bil peti. Oktobra istega leta se je smrtno ponesrečil na dirki Astor Cup.